# Tweede Kamerverkiezingen in het kiesdistrict Bergen op Zoom (1888-1918)

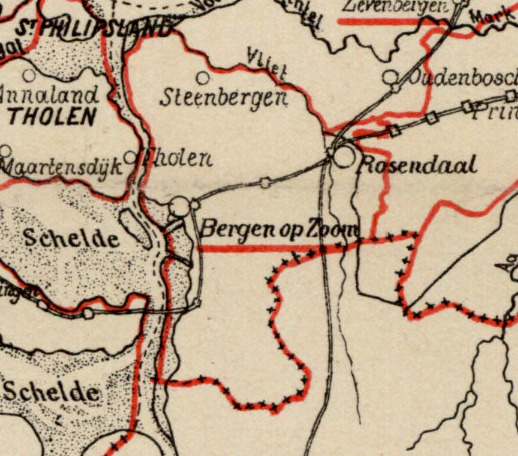
Kiesdistrict Bergen op Zoom (1888)

Tweede Kamerverkiezingen in het kiesdistrict Bergen op Zoom (1888-1918) geeft een overzicht van verkiezingen voor de Nederlandse Tweede Kamer in het kiesdistrict Bergen op Zoom in de periode 1888-1918.
Het kiesdistrict Bergen op Zoom was eerder ingesteld geweest in de periode 1848-1850. Het kiesdistrict werd opnieuw ingesteld na de grondwetsherziening van 1887. Tot het kiesdistrict behoorden de volgende gemeenten: Bergen op Zoom, Halsteren, Huijbergen, Nieuw-Vossemeer, Ossendrecht, Putte, Roosendaal, Steenbergen, Woensdrecht en Wouw.
Het kiesdistrict Bergen op Zoom vaardigde in dit tijdvak per zittingsperiode één lid af naar de Tweede Kamer. 
Legenda
- cursief: in de eerste verkiezingsronde geëindigd op de eerste of tweede plaats, en geplaatst voor de tweede ronde;
- vet: gekozen als lid van de Tweede Kamer.

## 6 maart 1888
De verkiezingen werden gehouden na vervroegde ontbinding van de Tweede Kamer.
|                                     | 6 maart | 20 maart |
| ----------------------------------- | ------- | -------- |
| Kiesgerechtigden                    | 2.860   | 2.860    |
| Opkomst                             | 2.367   | 2.488    |
| Geldige stemmen                     | 2.355   | 2.466    |
| Blanco stemmen                      | 11      | 19       |
| Kandidaten                          |         |          |
| L.D.J.L. de Ram                     | 755     | 1.303    |
| W.H.B. Wilkens                      | 1.014   | 1.163    |
| J.G.S. Bevers                       | 549     |          |
| A. van Schimmelpenninck van der Oye | 31      |          |

## 9 juni 1891
De verkiezingen werden gehouden na ontbinding van de Tweede Kamer.
|                  | 9 juni |
| ---------------- | ------ |
| Kiesgerechtigden | 2.904  |
| Opkomst          | 1.175  |
| Geldige stemmen  | 1.162  |
| Blanco stemmen   | 13     |
| Kandidaten       |        |
| L.D.J.L. de Ram  | 967    |
| M. Tydeman       | 158    |

## 10 april 1894
De verkiezingen werden gehouden na vervroegde ontbinding van de Tweede Kamer.
|                    | 10 april |
| ------------------ | -------- |
| Kiesgerechtigden   | 2.918    |
| Opkomst            | 939      |
| Geldige stemmen    | 909      |
| Blanco stemmen     | 24       |
| Kandidaten         |          |
| L.D.J.L. de Ram    | 758      |
| H.J.A.M. Schaepman | 79       |
| G.W. Bruinsma      | 34       |

## 15 juni 1897
De verkiezingen werden gehouden na ontbinding van de Tweede Kamer.
|                  | 15 juni |
| ---------------- | ------- |
| Kiesgerechtigden | 6.406   |
| Opkomst          | 4.771   |
| Geldige stemmen  | 4.702   |
| Blanco stemmen   | 69      |
| Kandidaten       |         |
| L.D.J.L. de Ram  | 3.577   |
| G.W. Bruinsma    | 1.125   |

## 14 juni 1901
De verkiezingen werden gehouden na ontbinding van de Tweede Kamer.
|                  | 14 juni |
| ---------------- | ------- |
| Kiesgerechtigden | 6.482   |
| Opkomst          | 3.299   |
| Geldige stemmen  | 3.227   |
| Blanco stemmen   | 72      |
| Kandidaten       |         |
| L.D.J.L. de Ram  | 2.696   |
| H.P. de Kanter   | 531     |

## 16 juni 1905
De verkiezingen werden gehouden na ontbinding van de Tweede Kamer.
|                     | 16 juni |
| ------------------- | ------- |
| Kiesgerechtigden    | 7.219   |
| Opkomst             | 4.090   |
| Geldige stemmen     | 4.009   |
| Blanco stemmen      | 81      |
| Kandidaten          |         |
| L.D.J.L. de Ram     | 3.116   |
| H. Goeman Borgesius | 453     |
| J. Brinkhuis        | 440     |

## 11 juni 1909
De verkiezingen werden gehouden na ontbinding van de Tweede Kamer.
|                     | 11 juni |
| ------------------- | ------- |
| Kiesgerechtigden    | 7.818   |
| Opkomst             | 5.400   |
| Geldige stemmen     | 5.262   |
| Blanco stemmen      | 138     |
| Kandidaten          |         |
| L.D.J.L. de Ram     | 3.124   |
| A.L.G.H.M. Coenen   | 1.412   |
| J.A.H.van den Brink | 433     |
| G. Nijpels          | 293     |

## 17 juni 1913
De verkiezingen werden gehouden na ontbinding van de Tweede Kamer.
|                  | 17 juni | 25 juni |
| ---------------- | ------- | ------- |
| Kiesgerechtigden | 8.759   | 8.759   |
| Opkomst          | 6.871   | 7.733   |
| Geldige stemmen  | 6.767   | 7.677   |
| Blanco stemmen   | 104     | 56      |
| Kandidaten       |         |         |
| W.J.F. Juten     | 3.293   | 3.940   |
| L.D.J.L. de Ram  | 2.932   | 3.737   |
| G.W. Kernkamp    | 301     |         |
| H.A. Koomans     | 144     |         |
| T.C. van Erp     | 97      |         |

## 15 juni 1917
De verkiezingen werden gehouden na ontbinding van de Tweede Kamer.
|                  | 15 juni |
| ---------------- | ------- |
| Kiesgerechtigden | 10.229  |
| Kandidaten       |         |
| W.J.F. Juten     |         |

De zeven in de vorige Tweede Kamer vertegenwoordigde partijen hadden afgesproken in elkaars kiesdistricten geen tegenkandidaten te stellen. Juten was derhalve de enige kandidaat; hij werd zonder nadere stemming gekozen verklaard.

## Opheffing
De verkiezing van 1917 was de laatste verkiezing voor het kiesdistrict Bergen op Zoom. In 1918 werd voor verkiezingen voor de Tweede Kamer overgegaan op een systeem van evenredige vertegenwoordiging met kandidatenlijsten van politieke partijen.